# Резолюция 258 на Съвета за сигурност на ООН
Резолюция 258 на Съвета за сигурност на ООН е приета на 18 септември 1968 г. по повод ситуацията в Близкия изток.
Изразявайки своето безпокойство от влошаващата се ситуация в Близкия изток, с Резолюция 258 Съветът за сигурност настоява за стриктно спазване на обявеното от него прекратяване на огъня в региона. Като потвърждава Резолюция 242 (1967), Съветът изисква от всички замесени в конфликта страни да засилят сътрудничеството си със специалния представител на генералния секретар за по-бързо изпълнение на целите на мандата му, възложен от тази резолюция.
Резолюция 258 е приета с мнозинство то 14 гласа при един въздържал се от страна на Алжир.